# Калифорнийский гнюс
Калифорнийский гнюс (лат. Tetronarce californica) — вид скатов из семейства гнюсовых отряда электрических скатов. Это донные хрящевые рыбы с крупными, уплощёнными грудными и брюшными плавниками, образующими диск, коротким и толстым хвостом, двумя спинными плавниками и хорошо развитым хвостовым плавником. Для защиты и атаки они могут генерировать электрический ток напряжением до 45 Вольт. Являются эндемиками прибрежных вод северо-восточной части Тихого океана от Нижней Калифорнии до Британской Колумбии. Встречаются на глубине до 200 м. Максимальная зарегистрированная длина 1,4 м. Окраска грифельно-серого или коричневого цвета иногда с многочисленными пятнышками. 
Калифорнийские гнюсы размножаются яйцеживорождением. В помёте 17—20 новорожденных. Воспроизводство ежегодное. Рацион состоит в основном из костистых рыб. Будучи потревоженными, могут вести себя агрессивно и оглушить человека электрическим разрядом. Этих скатов используют в биомедицинских исследованиях в качестве модельных организмов. Не представляют интереса для коммерческого рыболовства. определённое влияние на численность популяций может оказывать прилов данного вида скатов, поскольку в их ареале ведётся интенсивный промысел креветок.

## Таксономия
Новый вид был впервые описан американским ихтиологом Уильямом Орвиллом Айресом, первым куратором ихтиологического сектора Калифорнийской Академии наук, который назвал его по ареалу. Айрес опубликовал свой отчёт в 1855 году, но не назначил голотип. В 1861 году Теодор Гилл отнёс этот вид к новому роду Tetronarce на основании того, что у этих скатов брызгальца имеют гладкие края. Поздние авторы рассматривали Tetronarce как подрод рода гнюсов. В начале XXI века вновь получила распространение классификация Tetronarce как самостоятельного рода скатов семейства гнюсовых. Похожие скаты, обитающие в водах Перу, Чили и Японии, могут также принадлежать к виду калифорнийских гнюсов.

## Ареал
Калифорнийские гнюсы обитают у западного побережья Северной Америки от Нижней Калифорнии до Диксон-Энтранс, север Британской Колумбии. Они распространены в водах Пойнт Консепшн, Калифорния, причём скаты, обитающие у северной части мыса могут формировать обособленную популяцию. 
У берегов Калифорнии они встречаются на глубине 3—30 м, тогда как у побережья Нижней Калифорнии их обычно можно наблюдать на глубине 100—200 м. Есть данные, подтверждающие, что эти скаты могут опускаться до 425 м. Калифорнийские гнюсы предпочитают температуру  10—13 °C. Они часто встречаются на песчаном дне, у скалистых рифов и в зарослях водорослей. Однако одну особь удалось заснять на видео в 17 км к западу от Пойнт Пинос, Монтерей (округ, Калифорния), плывущей в 10 метрах под поверхностью воды, глубина в тех местах достигала 3 км. Эта видеозапись и прочие наблюдения дают основание предположить, что скаты этого виды периодически удаляются от берега и заплывают в эпипелагическую зону.

## Описание
Грудные плавники калифорнийских гнюсов формируют овальный диск, ширина которого в 1,2 раза превосходит длину. Передний край диска почти прямой. По обе стороны головы сквозь кожу проглядывают электрические парные органы в форме почек. Позади маленьких глаз расположены брызгальца с гладкими краями. Расстояние от кончика рыла до брызгалец в 1,8 раз превышает дистанцию между брызгальцами. Между ноздрями имеется кожаный лоскут, который почти достаёт до рта. Расстояние от кончика рыла до рта почти равно ширине рта и в 3 раза превосходит дистанцию между ноздрями. Во рту имеется по 25—28 верхних и 19—26 нижних зубных рядов. Каждый зуб оснащён единственным крошечным остриём. На нижней стороне диска расположены пять пар изогнутых жаберных щелей.

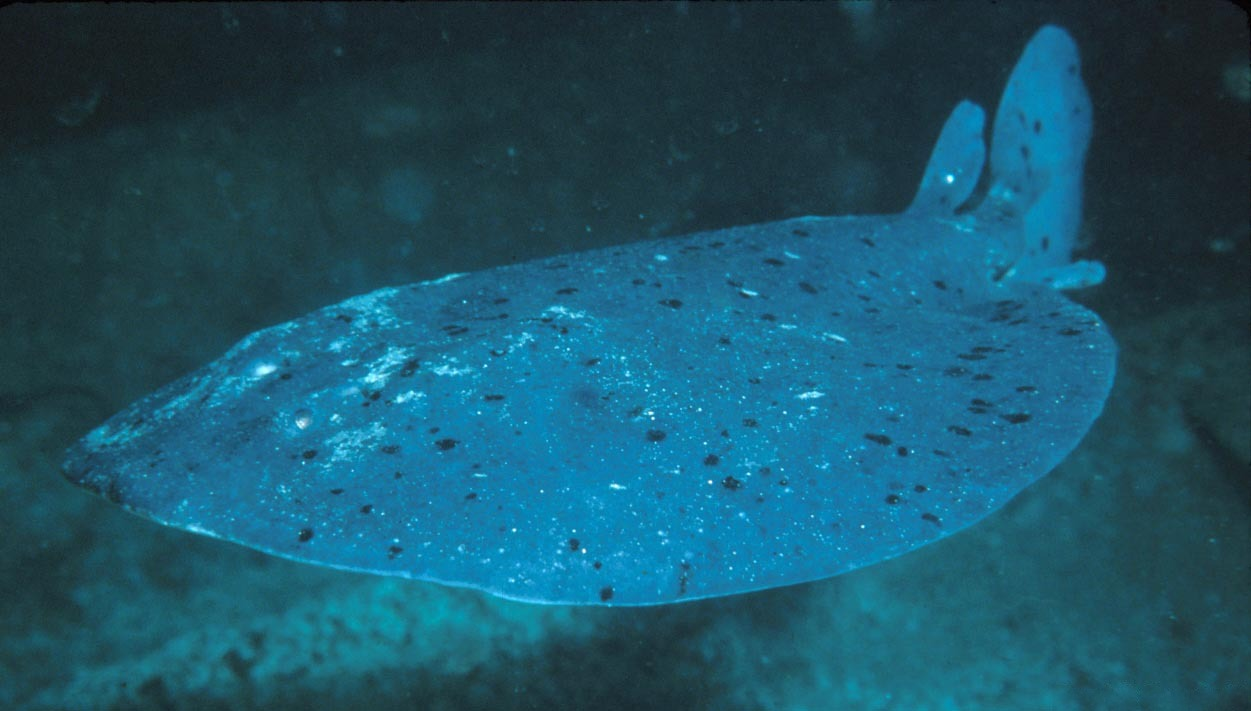
Дорсальная поверхность диска калифорнийских гнюсов покрыта многочисленными пятнышками

Хвост короткий и толстый. Первый спинной плавник расположен над основанием крупных брюшных плавников. Второй спинной плавник в 1 раза меньше первого. Хвост оканчивается широким хвостовым плавником с почти прямым задним краем. Кожа лишена чешуи. Окраска дорсальной поверхности тёмно-серого, грифельного или коричневого цвета, иногда с тёмными и светлыми пятнышками, количество которых с возрастом растёт. Вентральная поверхность белая. Максимальная зарегистрированная длина 1,4 м, а вес 41 кг.

## Биология
Богатая жиром печень и ткани малой плотности обеспечивают калифорнийским скатам практически нейтральную плавучесть: они способны «зависать» в толще воды, прилагая минимум усилий. Мускулистый хвост сообщает скатам движение вперёд, в то время как их диск остаётся жёстким. Телеметрические исследования калифорнийских гнюсов показали, что они перемещаются главным образом по ночам, заплывая на рифы и прочие местности со сложным рельефом, тогда как днём отдыхают на дне под слоем осадков. Калифорнийские скаты ведут кочевой одиночный образ жизни, хотя некоторые особи демонстрируют приверженность к определённому индивидуальному участку обитания.
Подобно прочим членам своего семейства калифорнийские гнюсы способны для защиты и нападения испускать мощный электрический разряд. Вес их парных электрических органов составляет около 15 % от общей массы. Электрические органы происходят из мускульной ткани и состоят из многочисленных вертикальных столбцов, заполненных в свою очередь кипами наполненных желеобразной массой «электрических плат», действующих подобно параллельно соединённые батареи. Взрослый крупный скат способен генерировать электричество напряжением 45 вольт и мощностью 1 кВт благодаря низкому внешнему сопротивлению. Электрические органы генерируют импульсы постоянного тока длительностью 4—5 мс. В первые моменты атаки скаты испускают разряды частотой 150—200 импульсов в секунду, которая постепенно снижается.  В целом может быть испущено до 1000 импульсов в  зависимости от того, сколько требуется для оглушения жертвы. Частота импульсов повышается с понижением температуры окружающей среды.
Благодаря крупному размеру и прекрасной защите калифорнийские гнюсы редко сами становятся жертвой других хищников. Есть свидетельство того, что у берегов острова Санта-Каталина один скат был съеден косаткой.  На калифорнийских гнюсах паразитирует моллюск Cancellaria cooperii. Его привлекают химические вещества, содержащиеся в слизи, покрывающей тело скатов. Паразит прорезает кожу на вентральной поверхности рыбы и с помощью хоботка пьёт кровь. Кроме того, на калифорнийских гнюсах паразитируют веслоногие рачки Trebius latifurcatus, трематоды Amphibdelloides maccallumi и ленточные черви .

### Питание
Калифорнийские гнюсы питаются в основном костистыми рыбами, в том числе анчоусами, хеком, скумбрией, ворчунами, скорпенами, эмбиотковыми, кабрильями и камбалой, однако, поедают при случае головоногих и беспозвоночных. Челюсти этих скатов хорошо растягиваются, позволяя им проглотить крупную добычу: однажды самка калифорнийского гнюса длиной 1,2 м проглотила кижуча вполовину своего размера. Днём эти скаты охотятся из засады: когда перед ними появляется добыча, они совершают резкий рывок с места и накрывают её своим диском, чтобы затем оглушить электрическим разрядом. После этого они располагаются так, чтобы было удобнее проглотить обездвиженную жертву с головы. Весь процесс занимает около 2 минут.
Ночью, когда большинство рыб, ведущих дневной образ жизни, опускаются из водной толщи ближе ко дну и становятся менее активными, калифорнийские скаты начинают активно охотиться. Они медленно подкрадываются к добыче, подплывая или просто дрейфуя в течении воды, приблизившись на расстояние 5 см, скаты совершают «прыжок» и накрывают её телом, оглушая затем электрическим разрядом. Чтобы плотнее обернуть жертву диском, скаты иногда резко бьют хвостом, из-за чего даже могут сделать сальто.  Наконец, колышащими движениями диска гнюсы отправляют оглушённую добычу по направлению ко рту. Одна 75-сантиметровая самка калифорнийского гнюса за 10 секунд проглотила ставриду Trachurus symmetricus длиной 20 см. Ночью в ходе выборочного заброса невода в заливе Монтерей было поймано большое количество калифорнийских гнюсов, на основании чего было сделано предположение, что ночью эти скаты поднимаются со дна, чтобы охотиться на мелкую рыбу.
Хотя калифорнийские гнюсы могут охотиться круглосуточно, наиболее живо они реагируют на присутствие потенциальной добычи ночью. Наиболее часто они ловят жертву с наступлением темноты, либо в мутной воде, в условиях плохой видимости, когда зрение большей частью бесполезно. Чтобы обнаружить пищу они вместо глаз полагаются на электрорецепцию, которую им обеспечивают Ампулы Лоренцини. Эксперименты  в естественных условиях показали, что они атакуют искусственно генерируемые электрические поля и проводящие металлические электроды. Также важны сигналы, поступающие от механических рецепторов боковой линии: наблюдения показали, что калифорнийские гнюсы предпочитают нападать на динамичную цель, даже при наличии ближайшего источника неподвижной пищи.

### Жизненный цикл
Подобно прочим электрическим скатам калифорнийские гнюсы  размножаются яйцеживорождением, эмбрионы развиваются, питаясь желтком и, на более поздних стадиях развития, гистотрофом. У половозрелых самок имеется по два функциональных яичника и две матки. Размножение имеет годичный цикл. Продолжительность беременности неизвестна. В помёте от 17 до 20 новорожденных длиной 18—23 см. Количество яиц напрямую коррелирует с размером продуцирующей их самки.
В первый год жизни скаты вырастают в 2 раза, а затем прибавляют по 25 см ежегодно. Самцы растут быстрее самок, но в целом достигают меньших размеров. У самцов половая зрелость наступает при длине 65 см, что соответствует возрасту 7 лет, а у самок 79 см и 9 лет, соответственно. Максимальная зарегистрированная продолжительность жизни 16 лет. Можно предположить, что скаты этого вида могут дожить до 24 лет.

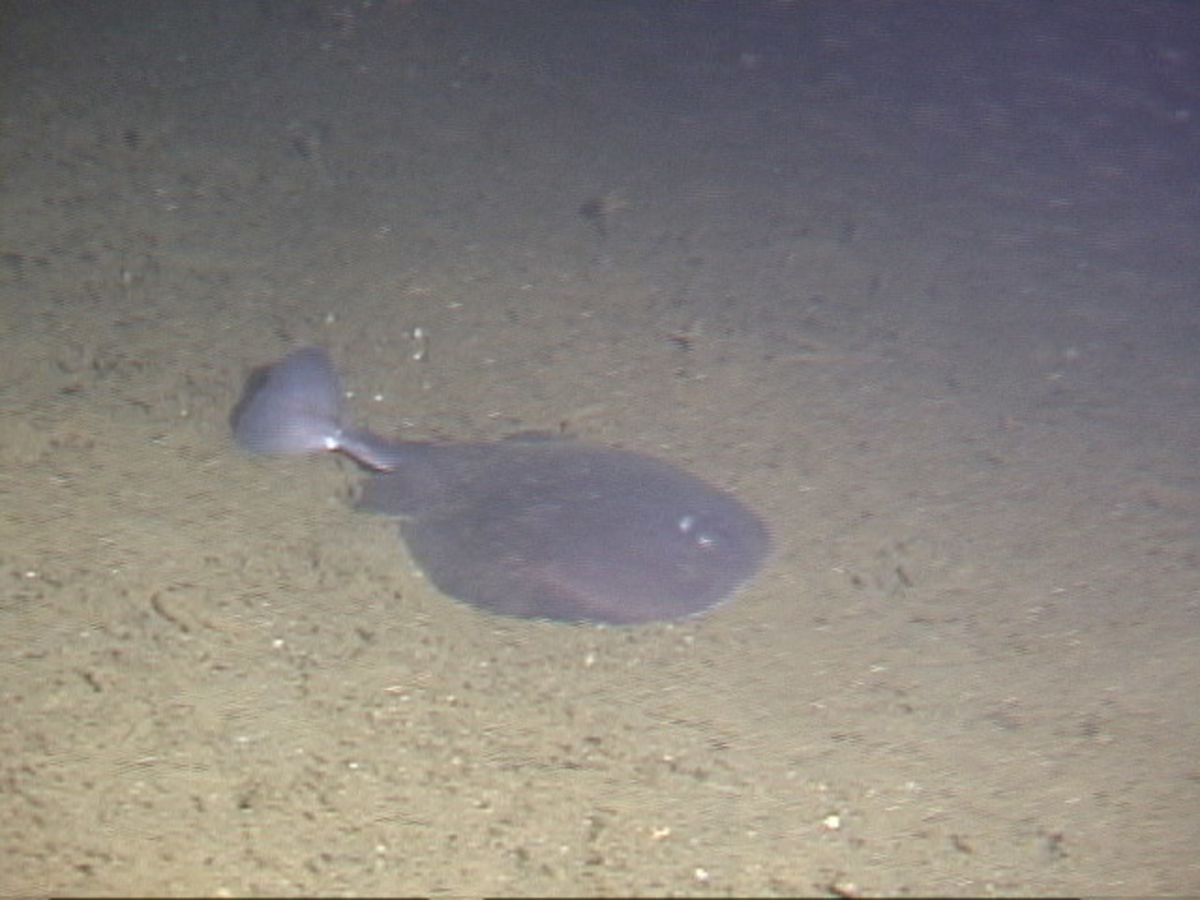
По ночам калифорнийские гнюсы активно охотятся

## Взаимодействие с человеком
Электрический разряд, генерируемый калифорнийскими гнюсами, способен оглушить взрослого человека. С этими скатами надо соблюдать осторожность, особенно по ночам, когда они особенно активны. Известны случаи нападения на дайверов. Есть подозрения, что именно калифорнийские гнюсы виновны в нескольких необъяснимых смертях во время ночных погружений (люди могли погибнуть не от электрического удара, а захлебнувшись в состоянии шока). Эти скаты плохо уживаются в неволе и, как правило, отказываются от пищи. С 2000 года существует опыт успешного содержания калифорнийского гнюса в аквариуме океанариума Монтерей Бэй, где его кормят подвижной пищей.
Калифорнийских гнюсов используют в качестве модельных организмов в биомедицинских исследованиях, поскольку в их электрических органы высока концентрация никотиновых ацетилхолиновых рецепторов и ацетилхолинэстеразы. В 1970-1980 годы ацетилхолиновые рецепторы калифорнийских и мраморных гнюсов стали первыми изолированными и секвенированными нейротрансмиттерными рецепторами, что считается прорывом в нейробиологии. Это привело к дальнейшим открытиям, среди которых наиболее значительным было исследование патофизиологии, лежащей в основе развития миастении. На юге Калифорнии ведётся ограниченный промысел калифорнийских гнюсов для исследовательских целей. В 2005 году скатов ловили всего 2 судна.
Эти калифорнийские гнюсы не представляют интереса для коммерческого рыболовства. В качестве прилова они попадаются при коммерческом донном тралении и в жаберные сети, а также на крючок. Однако этот промысел не оказывает существенного влияния на популяцию. Международный союз охраны природы присвоил этому виду статус сохранности «Вызывающий наименьшие опасения».